# Lago Sasyk
El lago Sasyk (del ruso: Озеро Сасык), en ucraniano: Oзеро Сасик, en tártaro de Crimea: Күл Sasıq es un lago salado situado en la península de Crimea. Se encuentra ubicado entre el Raión de Saky y el Eupatoria a las orillas del mar Negro, del cual está separado por una estrecha franja de tierra.  
El lago tiene una superficie de 75,3 km² y una profundidad de hasta 1,5 m además se encuentra 60 centímetros por debajo del nivel del mar del mar Negro. 
El lago es alimentado principalmente por fuentes subterráneas y de filtración de agua de mar. En verano área del lago disminuye significativamente aumentando en consecuencia la salinidad del agua.